# Révolution mondiale

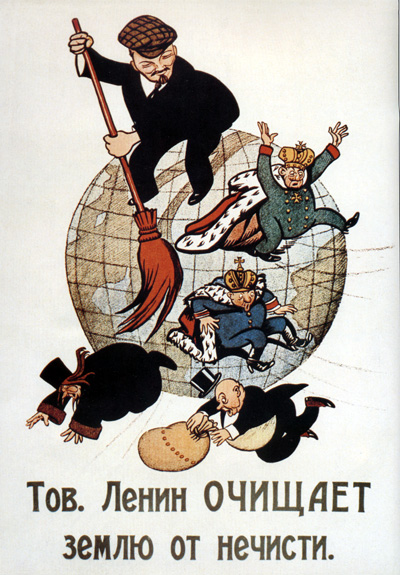
Caricature: Camarade Lénine nettoie La Terre du mal

La Révolution mondiale est un concept de Karl Marx, qui s'inscrit dans sa vision de l'évolution des sociétés de l'esclavagisme au féodalisme, au capitalisme, au socialisme et au communisme. Selon Marx, la Révolution mondiale pourra être déclenchée lorsque le prolétariat de tous les pays s'unira pour renverser la bourgeoisie par les armes. La Révolution mondiale est la première et incontournable étape vers le communisme international (au sens d'abolition de l'« exploitation de l'Homme par l'Homme » et des inégalités qui en découlent).

## Historique
Karl Marx et Friedrich Engels écrivent, en 1848, dans le Manifeste du Parti communiste : Prolétaires de tous les pays, unissez-vous !. Ils signifient par là que les prolétaires ne peuvent pas être assujettis à une patrie en particulier et que les divisions étatiques, nationales et/ou culturelles qui les opposent, sont de simples diversions en regard du conflit central : la lutte des classes qui oppose le travail au capital dans le cadre mondialisé du capitalisme.
Pour Marx, la révolution sociale ne peut pas être accomplie (c'est-à-dire déboucher sur une société communiste) dans un seul pays, isolé dans un monde toujours soumis au capitalisme : « (…) aucune révolution communiste ne saurait réussir si ne se déclenche pas en même temps une révolution mondiale (…) ». Conformément à cette analyse, les États communistes concrets ont créé des sociétés inégalitaires et totalitaires, dirigées de manière dictatoriale par une bureaucratie privilégiée d'apparatchiks, de « princes rouges » et de militaires qui ont abandonné l'objectif communiste initialement revendiqué, et se sont mués au bout de quelques décennies en nouveaux capitalistes.
L'idée d'une révolution mondiale a ensuite été largement utilisée par les dirigeants bolcheviks, permettant aux révolutionnaires russes, d'une part, de compter sur le soutien des marxistes européens, et d'autre part, d'intervenir activement dans les affaires des autres États. À ces fins, une nouvelle organisation internationale, le Komintern, a été créée.

Peu de temps après l'arrivée au pouvoir des bolcheviks en Russie, les marxistes de tous les pays ont évoqué la possibilité d'un changement politique mondial. Beaucoup d'entre eux croyaient alors qu'une révolution mondiale aurait lieu dans un avenir proche. Ainsi, s'exprimant le 26 octobre 1917 au IIe Congrès panrusse des Soviets, Trotsky déclara publiquement : 
Nous plaçons notre espoir dans le fait que notre révolution déclenchera la révolution européenne. Si les peuples rebelles d'Europe n'écrasent pas l'impérialisme, nous serons écrasés, cela ne fait aucun doute. Soit la révolution russe suscitera un tourbillon de luttes en Occident, soit les capitalistes de tous les pays étrangleront les nôtres.
V. I. Lénine, dans une lettre à Sverdlov et Trotsky datée du 1er octobre 1918, indiquait que « ... La révolution internationale s'est approchée... à une distance telle qu'elle doit être considérée comme un événement des jours à venir ». Le 6 mars 1919, dans son discours de clôture à la clôture du Premier Congrès (constituant) du Komintern, il déclare : 
La victoire de la révolution prolétarienne dans le monde entier est assurée. La fondation d'une république soviétique internationale approche.
Déjà en octobre 1919, le président du comité exécutif du Komintern, G. Zinoviev, déclarait que d'ici un an la révolution mondiale s'étendrait à toute l'Europe.
À l'inverse, en 1938, Staline déclare qu'une révolution mondiale est impossible et qu'Engels a tort sur ce point.